# Тирјаки Хасан-паша
Тирјаки Хасан-паша је био један од намесника Османског царства.

## Биографија
Добио је надимак "Тирјаки" јер је волео кафу. 
Године 1594. именован је гувернера Босне. Овде је служио до 1601. године. У борби са Аустријанцима 1599. године, рањен је заједно са Мехмед-бегом, војводом Смедерева. 
Потом је добио почасни чин четвртог везира, а 1602. године по трећи пут је добио дужност босанског намесника. Постављен је за гувернера Румелије новембра 1603. године.
Напослетку, постављен је за намесника Будима 1604. године и жени се сетром султана Ахмеда. У свим изворима се наводи да је оженио рођену сестру султана, Хатиџе.
Тиријаки Хасан-паша никада није доживео пораз у ратовима које је водио захваљујући својим талентима. Стога га историчари приказују као једног од најзначајнијих заповедника Османског царства у то време.